# Плевен (Монтана)
Плевен (енгл. Plevna) град је у америчкој савезној држави Монтана.

## Демографија
По попису из 2010. године број становника је 162, што је 24 (17,4%) становника више него 2000. године.
| Група             | 2000.       | 2010.       |
| Белци             | 134 (97,1%) | 153 (94,4%) |
| Афроамериканци    | 0 (0,0%)    | 1 (0,6%)    |
| Азијати           | 3 (2,2%)    | 3 (1,9%)    |
| Хиспаноамериканци | 2 (1,4%)    | 3 (1,9%)    |
| Укупно            | 138         | 162         |